# Dacrycarpus imbricatus
Dacrycarpus imbricatus är en barrträdart som först beskrevs av Carl Ludwig von Blume, och fick sitt nu gällande namn av De Laub.. Dacrycarpus imbricatus ingår i släktet Dacrycarpus, och familjen Podocarpaceae. IUCN kategoriserar arten globalt som livskraftig.

## Underarter
Arten delas in i följande underarter:
- D. i. curvulus
- D. i. imbricatus
- D. i. robustus

## Bildgalleri

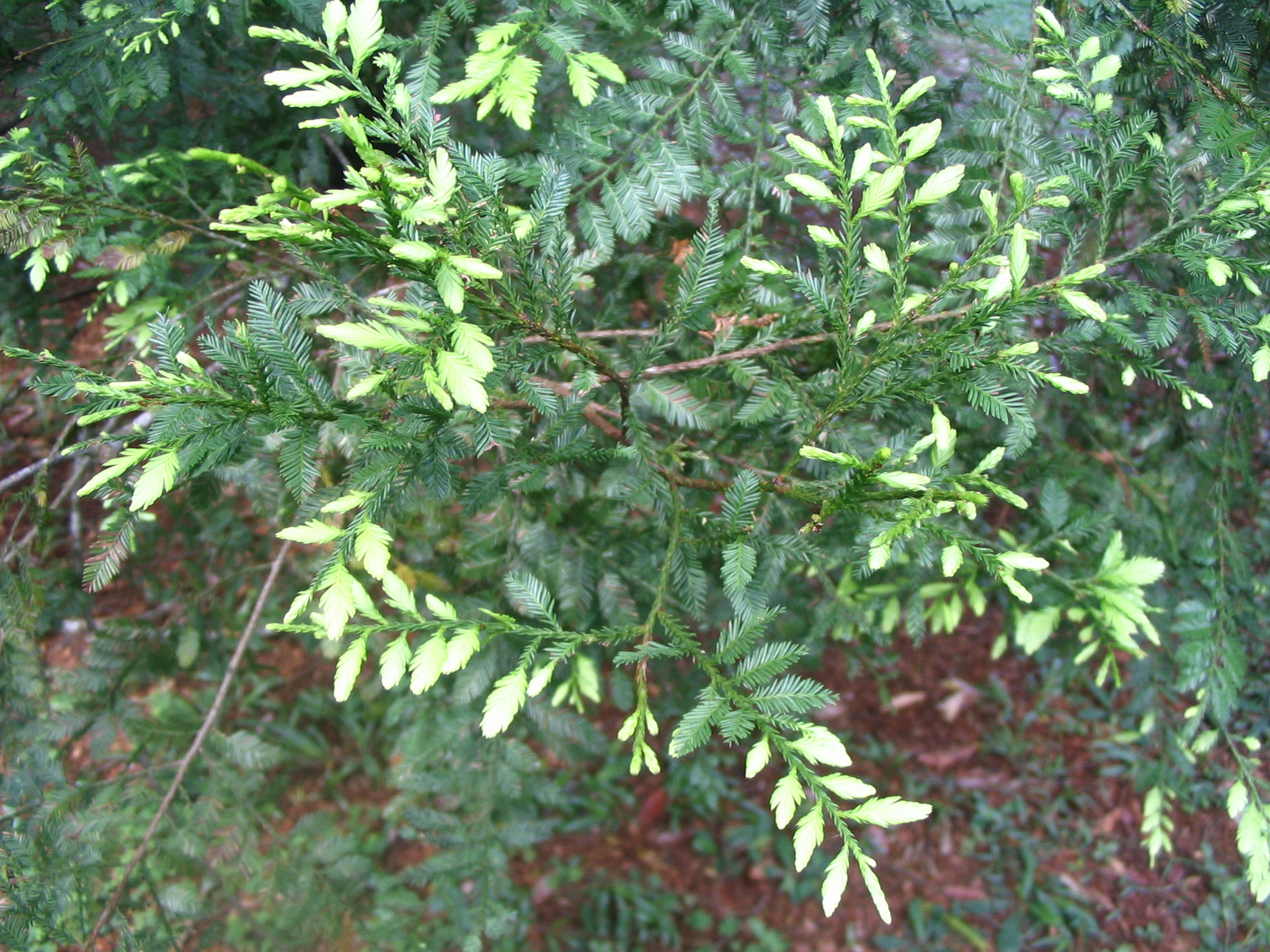